# Júlio César Freire de Morais
Júlio César Freire de Morais es un diplomático caboverdiano.
- De 1991 a 1994 fue encargado de negocios en Moscú, habla ruso con fluidez.
- De 1999 a 2004 fue director general del Departamento de Cooperación Internacional del Ministerio de Asuntos Exteriores, Cooperación y Comunidades.
- Desde el 4 de abril de 2006 es embajador en  Pekín.[1]